# Мур, Барри
Феликс Барри Мур (англ. Felix Barry Moore, род. 26 сентября 1966) — американский политик, представляющий Республиканскую партию. Член Палаты представителей США от второго избирательного округа Алабамы с 3 января 2021 года.

## Биография
Вырос на ферме в округе Коффи, посещал Коммьюнити-Колледж в Энтерпрайзе. В 1992 году окончил Обернский университет со степенью бакалавра наук. В 1998 году основал фирму по вывозу мусора Barry Moore Industries.
В 2010 году Мур был избран в Палату представителей Алабамы. В августе 2015 года поддержал президентскую кандидатуру Дональда Трампа на республиканских праймериз.
В 2018 году баллотировался в Палату представителей США во втором округе Алабамы и занял третье место на праймериз республиканцев. В 2020 году снова участвовал в выборах по тому же округу, победив сначала на внутрипартийных, а затем на основных выборах.
Является членом крайне консервативного Кокуса свободы в Палате представителей.